# Donald A. Wollheim

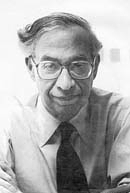
Donald A. Wollheim

Donald Allen Wollheim (1 de outubro de 1914 - 2 de novembro de 1990) foi um editor, escritor e fã norte-americano de ficção científica. Como autor, publicou em seu próprio nome, bem como sob pseudônimos, incluindo David Grinnell.
Membro fundador dos Futurians, ele foi uma das principais influências no desenvolvimento de ficção científica e no fandom nos Estados Unidos do século XX.
Ursula K. Le Guin chamou Wollheim de "o editor duro e confiável da Ace Books, na era Pulpalignean tardia, 1966 e 67", que foi quando ele publicou seus dois primeiros romances.

## Obras selecionadas

### Como editor:

#### World's Best Science Fiction, 1965–1971 (com Terry Carr)
- World's Best Science Fiction: 1965 ( também conhecido como World's Best Science Fiction: First Series, 1965)
- World's Best Science Fiction: 1966 ( também conhecido como World's Best Science Fiction: Second Series, 1966
- World's Best Science Fiction: 1967 ( também conhecido como World's Best Science Fiction: Third Series, 1967)
- World's Best Science Fiction: 1968 ( também conhecido como World's Best Science Fiction: Fourth Series, 1968)
- World's Best Science Fiction: 1969 (1969)
- World's Best Science Fiction: 1970 (1970)
- World's Best Science Fiction: 1971 (1971)

#### The Annual World's Best SF, 1972–1990 (com Arthur W. Saha)
- The 1972 Annual World's Best SF ( também conhecido como Wollheim's World's Best SF: Series One, 1972)
- The 1973 Annual World's Best SF ( também conhecido como Wollheim's World's Best SF: Series Two, 1973)
- The 1974 Annual World's Best SF ( também conhecido como Wollheim's World's Best SF: Series Three, 1974)
- The 1975 Annual World's Best SF ( também conhecido como Wollheim's World's Best SF: Series Four, 1975)
- The 1976 Annual World's Best SF ( também conhecido como Wollheim's World's Best SF: Series Five, 1976)
- The 1977 Annual World's Best SF ( também conhecido como Wollheim's World's Best SF: Series Six, 1977)
- The 1978 Annual World's Best SF ( também conhecido como Wollheim's World's Best SF: Series Seven, 1978)
- The 1979 Annual World's Best SF ( também conhecido como Wollheim's World's Best SF: Series Eight, 1979)
- The 1980 Annual World's Best SF ( também conhecido como Wollheim's World's Best SF: Series Nine, 1980)
- The 1981 Annual World's Best SF (1981)
- The 1982 Annual World's Best SF (1982)
- The 1983 Annual World's Best SF (1983)
- The 1984 Annual World's Best SF (1984)
- The 1985 Annual World's Best SF (1985)
- The 1986 Annual World's Best SF (1986)
- The 1987 Annual World's Best SF (1987)
- The 1988 Annual World's Best SF (1988)
- The 1989 Annual World's Best SF (1989)
- The 1990 Annual World's Best SF (1990)

### Como escritor:

#### Romances
- Across Time (com David Grinnell)
- Destination: Saturn (com David Grinnell)
- Destiny's Orbit (como David Grinnell; publicado como Ace Double com Times Without Number de John Brunner)
- The Edge of Time (com David Grinnell)
- The Martian Missile (com David Grinnell)
- One Against the Moon
- The Secret of the Martian Moons (1955, Winston Science Fiction series)
- The Secret of the Ninth Planet (1959, Winston Science Fiction series)
- The Secret of Saturn's Rings (1954, Winston Science Fiction series)
- To Venus! To Venus! (com David Grinnell)

#### Série Mike Mars
Fonte:
- Mike Mars, Astronaut (1961)
- Mike Mars Flies the X-15 (1961)
- Mike Mars at Cape Canaveral (renomeado Mike Mars em Cape Kennedy quando publicado em brochura em 1966) (1961)
- Mike Mars in Orbit (1961)
- Mike Mars Flies the Dyna-Soar (1962)
- Mike Mars, South Pole Spaceman (1962)
- Mike Mars and the Mystery Satellite (1963)
- Mike Mars Around the Moon (1964)

#### Escritos sobre ficção científica
- The Universe Makers: Science Fiction Today (1971): uma "pesquisa e um olhar por trás dos bastidores" da ficção científica "desde o advento da Idade de Ouro"[4]